# Collegio di Birmingham Hall Green
Birmingham Hall Green è stato un collegio elettorale situato a Birmingham, nelle Midlands Occidentali, e rappresentato alla Camera dei comuni del Parlamento del Regno Unito. Eleggeva un membro del parlamento con il sistema first-past-the-post, ossia maggioritario a turno unico; il collegio è stato abolito in occasione della revisione periodica del 2024.

## Estensione
- 1950–1955: i ward del County Borough of Birmingham di Hall Green, Sparkhill e Springfield
- 1955–1974: i ward del County Borough of Birmingham di  Brandwood, Hall Green e Springfield.
- 1974–1983: i ward del County Borough of Birmingham di Billesley, Brandwood e Hall Green.
- 1983–2010: i ward della città di Birmingham di Billesley, Brandwood e Hall Green.
- 2010–2024: i ward della città di Birmingham di Hall Green, Moseley and King's Heath, Sparkbrook e Springfield.

## Membri del parlamento
| Elezione | Elezione          | Deputato         | Partito          |
| -------- | ----------------- | ---------------- | ---------------- |
|          | 1918              | Aubrey Jones     | Conservatore     |
| 1965 (S) | Reginald Eyre     |                  | Conservatore     |
| 1987     | Andrew Hargreaves |                  | Conservatore     |
|          | 1997              | Steve McCabe     | Laburista        |
| 2010     | Roger Godsiff     |                  | Laburista        |
| 2019     | Tahir Ali         |                  | Laburista        |
|          | 2024              | Collegio abolito | Collegio abolito |

## Elezioni

### Elezioni negli anni 2010
| Partito                    | Partito                                | Candidato                  | Risultati 12 dicembre 2019 | Risultati 12 dicembre 2019 |
| Partito                    | Partito                                | Candidato                  | Voti                       | %                          |
| -------------------------- | -------------------------------------- | -------------------------- | -------------------------- | -------------------------- |
|                            | Laburista                              | Tahir Ali                  | 35 889                     | 67,83                      |
|                            | Conservatore                           | Penny-Anne O'Donnell       | 7 381                      | 13,95                      |
|                            | Indipendente                           | Roger Godsiff              | 4 273                      | 8,08                       |
|                            | Lib Dem                                | Izzy Knowles               | 3 673                      | 6,94                       |
|                            | Brexit                                 | Rosie Cuckston             | 877                        | 1,66                       |
|                            | Verdi                                  | Patrick Cox                | 818                        | 1,55                       |
|                            |                                        |                            |                            |                            |
| Iscritti                   | Iscritti                               | Iscritti                   | 80 283                     | 100,00                     |
| ↳ Votanti (% su iscritti)  | ↳ Votanti (% su iscritti)              | ↳ Votanti (% su iscritti)  | 52 911                     | 65,91                      |
| ↳ Astenuti (% su iscritti) | ↳ Astenuti (% su iscritti)             | ↳ Astenuti (% su iscritti) | 27 372                     | 34,09                      |
|                            |                                        |                            |                            |                            |
|                            | Esito: collegio confermato a Laburista |                            |                            |                            |

| Partito                    | Partito                                | Candidato                  | Risultati 8 giugno 2017 | Risultati 8 giugno 2017 |
| Partito                    | Partito                                | Candidato                  | Voti                    | %                       |
| -------------------------- | -------------------------------------- | -------------------------- | ----------------------- | ----------------------- |
|                            | Laburista                              | Roger Godsiff              | 42 143                  | 77,60                   |
|                            | Conservatore                           | Reena Ranger               | 8 199                   | 15,10                   |
|                            | Lib Dem                                | Jerry Evans                | 3 137                   | 5,78                    |
|                            | Verdi                                  | Patrick Cox                | 831                     | 1,53                    |
|                            |                                        |                            |                         |                         |
| Iscritti                   | Iscritti                               | Iscritti                   | 78 256                  | 100,00                  |
| ↳ Votanti (% su iscritti)  | ↳ Votanti (% su iscritti)              | ↳ Votanti (% su iscritti)  | 54 310                  | 69,40                   |
| ↳ Astenuti (% su iscritti) | ↳ Astenuti (% su iscritti)             | ↳ Astenuti (% su iscritti) | 23 946                  | 30,60                   |
|                            |                                        |                            |                         |                         |
|                            | Esito: collegio confermato a Laburista |                            |                         |                         |

| Partito                    | Partito                                | Candidato                  | Risultati 7 maggio 2015 | Risultati 7 maggio 2015 |
| Partito                    | Partito                                | Candidato                  | Voti                    | %                       |
| -------------------------- | -------------------------------------- | -------------------------- | ----------------------- | ----------------------- |
|                            | Laburista                              | Roger Godsiff              | 28 147                  | 59,83                   |
|                            | Conservatore                           | James Bird                 | 8 329                   | 17,70                   |
|                            | Lib Dem                                | Jerry Evans                | 5 459                   | 11,60                   |
|                            | Verdi                                  | Elly Stanton               | 2 200                   | 4,68                    |
|                            | UKIP                                   | Rashpal Mondair            | 2 131                   | 4,53                    |
|                            | Respect                                | Shiraz Peer                | 780                     | 1,66                    |
|                            |                                        |                            |                         |                         |
| Iscritti                   | Iscritti                               | Iscritti                   | 76 373                  | 100,00                  |
| ↳ Votanti (% su iscritti)  | ↳ Votanti (% su iscritti)              | ↳ Votanti (% su iscritti)  | 47 046                  | 61,60                   |
| ↳ Astenuti (% su iscritti) | ↳ Astenuti (% su iscritti)             | ↳ Astenuti (% su iscritti) | 29 327                  | 38,40                   |
|                            |                                        |                            |                         |                         |
|                            | Esito: collegio confermato a Laburista |                            |                         |                         |

| Partito                    | Partito                                | Candidato                  | Risultati 6 maggio 2010 | Risultati 6 maggio 2010 |
| Partito                    | Partito                                | Candidato                  | Voti                    | %                       |
| -------------------------- | -------------------------------------- | -------------------------- | ----------------------- | ----------------------- |
|                            | Laburista                              | Roger Godsiff              | 16 039                  | 32,92                   |
|                            | Respect                                | Salma Yaqoob               | 12 240                  | 25,12                   |
|                            | Lib Dem                                | Jerry Evans                | 11 988                  | 24,60                   |
|                            | Conservatore                           | Jo Barker                  | 7 320                   | 15,02                   |
|                            | UKIP                                   | Alan Blumenthal            | 950                     | 1,95                    |
|                            | Indipendente                           | Andrew Gardner             | 190                     | 0,39                    |
|                            |                                        |                            |                         |                         |
| Iscritti                   | Iscritti                               | Iscritti                   | 76 614                  | 100,00                  |
| ↳ Votanti (% su iscritti)  | ↳ Votanti (% su iscritti)              | ↳ Votanti (% su iscritti)  | 48 727                  | 63,60                   |
| ↳ Astenuti (% su iscritti) | ↳ Astenuti (% su iscritti)             | ↳ Astenuti (% su iscritti) | 27 887                  | 36,40                   |
|                            |                                        |                            |                         |                         |
|                            | Esito: collegio confermato a Laburista |                            |                         |                         |

### Elezioni negli anni 2000
| Partito                    | Partito                                | Candidato                  | Risultati 5 maggio 2005 | Risultati 5 maggio 2005 |
| Partito                    | Partito                                | Candidato                  | Voti                    | %                       |
| -------------------------- | -------------------------------------- | -------------------------- | ----------------------- | ----------------------- |
|                            | Laburista                              | Steve McCabe               | 16 304                  | 47,21                   |
|                            | Conservatore                           | Eddie Hughes               | 10 590                  | 30,66                   |
|                            | Lib Dem                                | Roger Harmer               | 6 682                   | 19,35                   |
|                            | UKIP                                   | David Melhuish             | 960                     | 2,78                    |
|                            |                                        |                            |                         |                         |
| Iscritti                   | Iscritti                               | Iscritti                   | 57 178                  | 100,00                  |
| ↳ Votanti (% su iscritti)  | ↳ Votanti (% su iscritti)              | ↳ Votanti (% su iscritti)  | 34 536                  | 60,40                   |
| ↳ Astenuti (% su iscritti) | ↳ Astenuti (% su iscritti)             | ↳ Astenuti (% su iscritti) | 22 642                  | 39,60                   |
|                            |                                        |                            |                         |                         |
|                            | Esito: collegio confermato a Laburista |                            |                         |                         |

| Partito                    | Partito                                | Candidato                  | Risultati 7 giugno 2001 | Risultati 7 giugno 2001 |
| Partito                    | Partito                                | Candidato                  | Voti                    | %                       |
| -------------------------- | -------------------------------------- | -------------------------- | ----------------------- | ----------------------- |
|                            | Laburista                              | Steve McCabe               | 18 049                  | 54,56                   |
|                            | Conservatore                           | Chris White                | 11 401                  | 34,46                   |
|                            | Lib Dem                                | Punjab Singh               | 2 926                   | 8,84                    |
|                            | UKIP                                   | Peter Johnson              | 708                     | 2,14                    |
|                            |                                        |                            |                         |                         |
| Iscritti                   | Iscritti                               | Iscritti                   | 57 537                  | 100,00                  |
| ↳ Votanti (% su iscritti)  | ↳ Votanti (% su iscritti)              | ↳ Votanti (% su iscritti)  | 33 084                  | 57,50                   |
| ↳ Astenuti (% su iscritti) | ↳ Astenuti (% su iscritti)             | ↳ Astenuti (% su iscritti) | 24 453                  | 42,50                   |
|                            |                                        |                            |                         |                         |
|                            | Esito: collegio confermato a Laburista |                            |                         |                         |

## Risultati dei referendum

### Referendum sulla permanenza del Regno Unito nell'Unione europea del 2016
|             | Collegio              | Lasciare UE % | Rimanere in UE % |
| ----------- | --------------------- | ------------- | ---------------- |
|             | Birmingham Hall Green | 33,6%         | 66,4%            |
|             | Inghilterra           | 53,3%         | 46,7%            |
| Regno Unito | 51,9%                 | 48,1%         |                  |